# Jekaterina Tjislova
Jekaterina Gavrilovna Tjislova (ryska Екатерина Гавриловна Числова), född 21 september 1846 i Sankt Petersburg i Kejsardömet Ryssland, död på 13 december 1889 på Krim, var en rysk ballerina. Hon hade ett förhållande med storfurst Nikolaj Nikolajevitj av Ryssland och fem barn med honom. 

## Biografi
Jekaterina Tjislova var aktiv på Mariinskijbaletten, där hon ansågs vara en oöverträffad partner till Feliks Krzesiński i polsk mazurka. 
Hon hade från 1865 ett förhållande med tsarens bror, med vilken hon fick fem barn från 1868 och framåt. Förhållandet var offentligt känt och orsakade en skandal. Nikolaj gav henne ett hus mittemot sitt eget, där hon brukade signalera med ljus i fönstret när hon ville träffa honom. Tsaren bad sin bror att visa mer diskretion, och paret började därför resa till San Remo och Krim för att umgås. 
Nikolajs hustru gick 1881 i kloster, och året därpå godkände tsaren att parets barn fick namnet Nikolajev efter sin far. Tjislova bad Nikolaj att trygga hennes och barnens framtid. Han kunde inte få en skilsmässa, men hoppades få överleva sin hustru för att kunna gifta sig med Tjislova. 1889 avled hon dock oväntat på Krim, och Nikolaj avled strax efter. Deras söner blev 1894 adlade av sin kusin tsaren.